# Em Cada Coração um Pecado
Kings Row (bra/prt: Em Cada Coração um Pecado)) é um filme estadunidense de 1942, do gênero drama romântico, dirigido por Sam Wood, com roteiro de Casey Robinson baseado no romance Kings Row, de Henry Bellamann.

## Sinopse
Na pequena Kings Row, interior dos Estados Unidos, dois rapazes e três garotas têm suas vidas marcadas por tragédias e paixões, e ainda devem enfrentar as convenções sociais daquele início de século 20 — o cavalheirismo, o fanatismo social, etc. — enquanto se veem às voltas com a sexualidade que aflora.

## Elenco
- Ann Sheridan ... Randy Monaghan
- Robert Cummings ... Parris Mitchell
- Ronald Reagan ... Drake McHugh
- Betty Field ... Cassandra Tower
- Charles Coburn ... Dr. Henry Gordon
- Claude Rains ... Dr. Alexander Tower
- Judith Anderson ... Sra.. Harriet Gordon
- Nancy Coleman ... Louise Gordon
- Kaaren Verne ... Elise Sandor
- Maria Ouspenskaya ... Madame Von Eln
- Harry Davenport ... Coronel Skeffington
- Ernest Cossart ... Pa Monaghan
- Ilka Grüning ... Anna
- Pat Moriarity ... Tod Monaghan
- Minor Watson ... Sam Winters
- Frank Mayo

## Prêmios e indicações
| Prêmio     | Categoria              | Recipiente              | Resultado |
| ---------- | ---------------------- | ----------------------- | --------- |
| Oscar 1942 | Melhor filme           | Melhor filme            | Indicado  |
| Oscar 1942 | Melhor direção         | Sam Wood                | Indicado  |
| Oscar 1942 | Melhor direção de arte | William Cameron Menzies | Indicado  |